# Elmar Dod

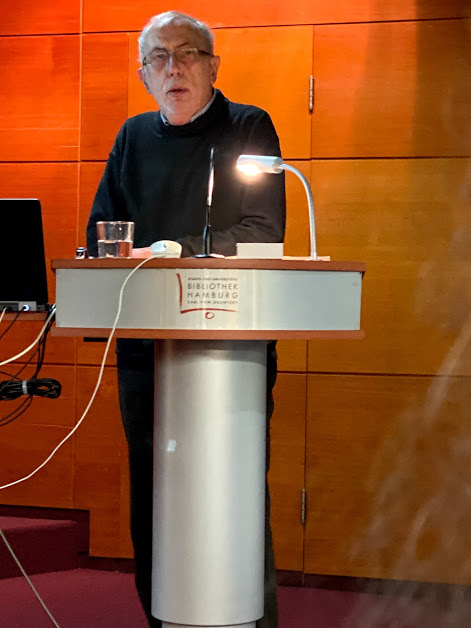
Elmar Dod

Elmar Dod (* 8. März 1947 in Heilbronn) ist ein deutscher Schriftsteller, Philosoph und Pädagoge. Elmar Dod hat die erste eigenständige Philosophie des Nihilismus entwickelt und diesen diskreditierten Begriff zu rehabilitieren versucht.

## Lebenslauf und Arbeitsbereich
Dod studierte in Frankfurt am Main Anglistik, Germanistik, Philosophie und promovierte 1984 mit einem Vergleich englischer und deutscher ästhetischer Theorien der Romantik. Er unterrichtete an verschiedenen Schulformen im In- und Ausland: am Winchester College (renommierte „public school“ in England), einer amerikanischen Waldorfschule bei Philadelphia und einer Gesamtschule in Frankfurt a. M.; dort arbeitete er auch längere Zeit als Gymnasiallehrer sowie Studiendirektor in der Schulleitung zweier Gymnasien. Ferner übernahm er Lehraufträge, insbesondere an Abendgymnasien.
Dod lebt seit 2011 in Hamburg und hat zahlreiche Vorträge zum Kernthema seiner Veröffentlichungen gehalten: der vielgestaltigen Erfahrung des Nihilismus und dessen Bewältigung. Elmar Dod hat die erste Philosophie entwickelt, die gezielt den Begriff des Nihilismus in den Mittelpunkt stellt und diesen als unkorrekt geschmähten Begriff zu rehabilitieren versucht. Dabei greift er Gedanken Nietzsches auf, geht aber weit über diesen hinaus und weist der Imagination bzw. Einbildungskraft eine zentrale schöpferische Kraft in dieser neuen Philosophie des aufgeklärten Nihilismus zu.

## Veröffentlichungen

### Belletristik
Romantrilogie Bunte Schleier des Nichts (Principal Verlag, Münster/Westf.):
- Nachtfahrt ISBN  3-89969-041-9 (2006)
- Tag der Erleuchtung ISBN  978-3-89969-052-1 (2007)
- Feuerfunken ISBN  978-3-89969-080-4 (2009)

(In den Mustern von Action-Romanen werden existenzielle Erfahrungen des Nihilismus dargestellt).

### Wissenschaftliche Studien
- Die Vernünftigkeit der Imagination in Aufklärung und Romantik. (Studien zur deutschen Literatur Bd. 84) Max Niemeyer Verlag, Tübingen 1985, ISBN 3-484-18084-6
- Der unheimlichste Gast. Die Philosophie des Nihilismus. Tectum Verlag, Marburg 2013, ISBN 978-3-8288-3107-0
- Der unheimlichste Gast wird heimisch. Die Philosophie des Nihilismus – Evidenzen der Einbildungskraft. (Wissenschaftliche Beiträge aus dem Tectum Verlag. Reihe: Philosophie; Bd. 32) Baden-Baden 2019, ISBN 978-3-8288-4185-7
- Nihilismus in Aktion. Ein philosophischer Leitfaden. (Essayband) Königshausen & Neumann, Würzburg 2021, ISBN 978-3-8260-7418-9

### Aufsätze in Fachzeitschriften
- Die Pädagogik des Verborgenen, vor allem in unseren Schulen: Zur Zweihundertjahrfeier von Schillers "Ästhetischen Briefen". In: Pädagogik und Schulalltag. Luchterhand, Neuwied, Jg. 48, 1993. H. 4, S. 352–362
- Zur didaktischen Reduktion grammatischer Regelsysteme: Einige Überlegungen am Beispiel der contact clauses. In: Die Neueren Sprachen. Diesterweg, Bd. 81 (Oktober 1982) Heft 5, S. 466–476

### Editionen, Beiträge in Anthologien etc. (Auswahl)
- Über den Berg. Kurzgeschichte in der Anthologie Bleiben Sie negativ! Verlag Expeditionen, Hamburg 2021, ISBN 978-3-947911-52-3
- Vorwort zu Wir lügen immer. Humanistisches Kammerspiel von Josh Goldberg. Verlag der Ostwestfalen-Akademie 2023, ISBN 978-3-947435-54-8
- Kommentierte Neuausgabe von Nietzsches Zur Genealogie der Moral  in: Perlen der Literatur, Bd. 22. Hamburg 2023, ISBN 978-3-941905-56-6
- Dem neuen www.Lynkeus.de. Gedichtbeitrag in: Gedicht und Gesellschaft. Goethe-Gesellschaft Frankfurt a. M. 2000, ISBN 3-8267-0006-6
- Vorwort zur Neuausgabe von Karl Kraus: Die Sprache. Der Eros der Logik – Aufsätze aus "Die Fackel" über den Gebrauch von Sprache in: Perlen der Literatur, Bd. 27, Hamburg 2024, ISBN 978-3-941905-62-7